# Benediction
Benediction (v překladu z angličtiny požehnání) je britská death metalová kapela založená roku 1989 v anglickém městě Birmingham.

## Historie
Původní složení kapely bylo Paul Adams (basová kytara), Peter Rewinski (kytara), Darren Brookes (kytara) a Mark „Barney“ Greenway (vokály). Zpočátku se kapela intensivně věnovala zkoušení a ještě v roce 1989 vydala první demo s názvem The Dreams You Dread. Díky němu si jich všimlo začínající hudební vydavatelství Nuclear Blast Records a posléze jim nabídlo smlouvu. Nicméně Mark „Barney“ Greenway hrál ještě v kapele Napalm Death, která tou dobou často koncertovala, a tak bylo nahrávání u Benediction poněkud komplikované. Greenway se nakonec rozhodl Benediction po prvním albu Subsconscious Terror (1990) opustit. Debut měl příznivé ohlasy a ke kapele se připojil i nový zpěvák - bývalý účetní Dave Ingram. Následovalo koncertní turné s kapelami Autopsy a Paradise Lost, další koncerty s Bolt Thrower, Nocturnus, a Massacra.
Po vydání druhého studiového alba The Grand Leveller (1991) se kapela vydala na koncertní šňůru se švédskými Dismember. Kapelu opouští baskytarista Paul Adams. Po vydání EP Dark Is the Season (1992) následovaly koncerty s nizozemskými Asphyx a Brity Bolt Thrower a ke kapele se přidal nový baskytarista Frank Healy (dříve účinkoval ve skupinách Cerebral Fix a Sacrilege). S ním v sestavě natočila kapela třetí dlouhohrající desku s názvem Transcend the Rubicon (1993). V roce 1993 kapelu opouští bubeník Ian Treacy a nahrazuje ho Neil Hutton.

## Diskografie
Dema
- The Dreams You Dread (1989)

EP
- Experimental Stage (1992)
- Dark Is the Season (1992)
- The Grotesque / Ashen Epitaph (1994)

Studiová alba
- Subsconscious Terror (1990)
- The Grand Leveller (1991)
- Transcend the Rubicon (1993)
- The Dreams You Dread (1995)
- Grind Bastard (1998)
- Organised Chaos (2001)
- Killing Music (2008)
- Scriptures (2020)